# 阿尔泰国立人文师范大学
舒克申阿尔泰国立人文师范大学位于俄罗斯阿尔泰边疆区比斯克。前身为创建于1939年的比斯克教师学院，1953年起为师范学院，2000年起改制为大学。2001年，为纪念当地走出的著名演员瓦西里·舒克申，该校改名为舒克申比斯克师范国立大学。2010年比斯克师范国立大学成为舒克申阿尔泰国立教育学院。2001年，阿尔泰国立教育学院成为舒克申阿尔泰国立人文师范大学。